# Rig (tidskrift)
Rig är en svensk kulturhistorisk tvärvetenskaplig tidskrift inom humaniora, grundad 1918, med tonvikt på kulturhistoria, etnologi och andra historiska ämnen. 
Tidskriften publicerar vetenskapliga artiklar, recensioner av kulturvetenskaplig litteratur och debatter. 
Rig gavs tidigare ut av Föreningen för svensk kulturhistoria i samarbete med Nordiska museet, Stockholm och Etnologiska avdelningen vid Institutionen för kulturvetenskaper, Lund. Sedan 2015 ges tidskriften ut av Kungliga Gustav Adolfs Akademien för svensk folkkultur i Uppsala.
Redaktionen är för närvarande placerad på Institutionen för kulturvetenskaper vid Lunds universitet, och utgörs (2024) av Marie Steinrud (redaktör) och Margareta Tellenbach (biträdande redaktör).

## Namnet
Tidskriftens namn är ingen förkortning eller akronym (och skall alltså i vanlig text inte skrivas med genomgående versaler), utan utgörs av ett gudanamn i Den poetiska Eddan, Ríg/Rígsþula, ett annat namn på guden Heimdall. Om Rig berättas myten om ståndssamhällets uppkomst.

## Redaktörer
- Sune Ambrosiani 1918–1932[4]
- Gösta Berg
- Salomon Kraft
- Mats Rehnberg
- Mats Hellspong
- Birgitta Svensson 1996–2004[5]
- Lers-Eric Jönsson
- Simon Ekström ?–2023
- Marie Steinrud 2018-